# 胡済
胡 済（こ せい、生没年不詳）は、中国三国時代の蜀漢の人物。字は偉度。荊州義陽郡の出身。弟は胡博。驃騎将軍となった胡済と鎮西大将軍の胡済を別人とする説もある（後述）

## 略歴
当初は諸葛亮の主簿を務め、諸葛亮に対し幾度も諫言し評価された。諸葛亮の死後は中典軍として軍務に就き、成陽亭侯に封され、後に中監軍・前将軍に昇進し、漢中に駐留した。
延熙11年（248年）、鎮北将軍の王平が亡くなると、中監軍であった胡済は仮節・驃騎将軍（右驃騎将軍）・兗州刺史となり、王平に代わって漢中督となった。
延熙19年（256年）、姜維の北伐に鎮西大将軍として参加した。姜維は上邽で胡済と合流し魏の鄧艾を破る計画を立てたが、計画の通りに合流できず、また鄧艾にも軍の動きを読まれたため失敗した。このため姜維は退却するも追撃を受け、段谷で散々に撃ち破られた（段谷の戦い）。
戦後、姜維は諸葛亮に倣い降格を願い出て後将軍となったが、胡済について特に記述はない。その後は漢寿の守備に就いた。
弟の胡博は長水校尉、尚書を勤めた。
なおちくま文庫の三国志訳では、右驃騎将軍となった胡済と鎮西大将軍の胡済は別人としている。もし同一人物とした場合、時系列的に胡済は右驃騎将軍から降格しており、また10年以上仮節を持ち高位について漢中を率いる立場なのに、防衛見直し時にあっさりと漢寿に異動となっている事等、おかしな点が生じる事による理由が考えられるが、詳細は不明。